# Гамбург-Ґросс Борстель
Ґросс Борстель (нім. Gross Borstel) — частина району Гамбург-Північ вільного та ганзейського міста Гамбург. Місцевість розташована на північ від Епендорфа та на південь від аеропорту Гамбурга.